# Francisco de Alemany
Francisco de Alemany y Gil de Bernabé (Tortosa, 25 de febrero de 1815–ibíd., 26 de noviembre de 1879) fue un militar español.

## Biografía
Ingresó en clase de Cadete en la Academia de Ingenieros en 1834 y a los diecinueve años de edad, ascendiendo a alférez en septiembre de 1836 y a teniente en octubre del siguiente año. Destinado a la sexta Compañía del primer Batallón del Real Regimiento del Cuerpo, formó al poco tiempo parte de la División de operaciones en La Mancha y Andalucía, con el cual motivo tuvo ocasión de batirse en Baeza, Úbeda y Castril. En 1838 fue trasladado al Ejército del Centro, halándose con él en el sitio de Morella y en la defensa de Jérica. El día 3 de febrero de 1839 ganó en la acción de Alcora el grado de capitán, y en la de Villafamés (en abril del mismo año) la Cruz de primera clase de San Fernando. Siendo ya capitán del Cuerpo, empleo que obtuvo Alemany en agosto, fue voluntariamente a atacar el castillo de Chinchilla, frente al cual recibió una fuerte contusión, por lo que se le dio el grado de comandante.
Concluida la guerra, Alemany fue a la Dirección de Granada, de la que pasó a la de Cataluña, y habiéndose hallado en el alzamiento nacional de 1843, se le concedió el empleo de comandante. En abril de 1844 pasó a las Chafarinas a dirigir las obras militares de dichas islas, en las que permaneció hasta junio de 1849, época en que, después de obtener el grado de teniente coronel, se encargó de la Comandancia de Tortosa. En 1852 ascendió a comandante del Cuerpo, continuando en el mismo destino, desempeñando el cual, se le concedió el grado de coronel con motivo de los acontecimientos de julio de 1854. En febrero del año siguiente ascendió a teniente coronel del Cuerpo y se le encomendaron las dos comandancias de Tarragona y Tortosa, cesando al poco tiempo por habérsele encargado el estudio de la defensa de la costa de Cataluña y el de las líneas telegráficas que habían de recorrer el Principado. En 1856 fue nombrado Comendador de la Real y distinguida orden de Isabel la Católica, por los servicios que prestó en las jornadas de julio.
Ascendido Alemany a coronel del Cuerpo en octubre de 1859, fue destinado a las comandancias de Gerona y Figueras, que dirigió hasta que en 1863 pasó a la Comandancia exenta de las Baleares, de cuya Dirección Subinspección se hizo cargo al ser ascendido a brigadier en junio de 1866. En igual mes de 1869 fue nombrado director subinspector de Castilla la Nueva, y al poco tiempo director de la Academia de Ingenieros y comandante general de Guadalajara.
Contando ya en 1871 el brigadier Alemany cuarenta años efectivos de oficial, fue agraciado con la Gran Cruz de San Hermenegildo; en el mismo año últimamente citado pasó a Castilla la Vieja de Director Subinspector de esta Capitanía General; en abril de 1872 fue nombrado Gobernador militar de la provincia y plaza de Valladolid, hasta que por último en mayo de 1874 solicitó y obtuvo el pase a la Escala de reserva del Estado mayor general, y acompañado de sus tres hijos (el mayor de los cuales era ya oficial) se presentó en el mismo mes de mayo en Tolosa a Don Carlos de Borbón, quien le nombró comandante general de Ingenieros.

### Tercera guerra carlista
Con este cargo se batió el brigadier Alemany en la batalla de Abárzuza a las inmediatas órdenes del general en jefe.
Por Real Decreto de 25 de julio de 1874 fue ascendido a mariscal de campo, y después de recorrer toda la línea de atrincheramientos, tomó parte desde fines de octubre hasta mediados de noviembre en las operaciones sobre Irún, como Director facultativo del sitio.
A las brillantes dotes organizadoras del general Alemany, se debió que el Cuerpo de su mando que a mediados de 1874 sólo contaba con 8 compañías, contase al poco tiempo con dos batallones, uno de 8 compañías, afecto a la División de Navarra, y el otro de 6 compañías, dos de cada una de las Provincias Vascongadas. También a su celo y actividad se debió la creación, el 1 de enero de 1875, de la Academia de Oficiales de Ingenieros de Campaña, que se estableció en Vergara, en el cual punto también se estableció en diciembre de 1875 la Academia facultativa de Artillería e Ingenieros, a propuesta del mismo general y del de Artillería Juan María Maestre.
El general Alemany, que estaba constantemente a caballo inspeccionando todas las fortificaciones y acudiendo a todos los puntos en que se llevaban a cabo operaciones de importancia, fue presidente de la Junta Vasco-Navarra encargada de facilitar recursos a la División de Castilla, y en febrero de 1876 se unió al general Lizárraga tomando a su lado parte en las últimas operaciones de Navarra, entrando al fin en Francia por los Aldudes el 26 del mismo mes, acompañado de los brigadieres Villar y Garín; y de casi toda la oficialidad del Batallón de Ingenieros de Navarra.
Don Carlos de Borbón, en 4 de marzo de 1876, recompensó con la Gran Cruz del Mérito Militar los distinguidos e importantes servicios del general Francisco de Alemany, quien después de estar emigrado en Burdeos hasta 1877, volvió a España y fue a vivir con su familia a Tortosa. Allí falleció el día 14 de noviembre de 1879 fiel a Don Carlos, quien con motivo de su muerte escribió a su viuda, Concepción Bellet.